# Hrodna
Hrodna (også kendt som Grodno; hviderussisk: Гродна, tr. Hrodna; russisk: Гродно, tr. Grodno; litauisk: Gardinas; jiddisch: גראָדנע; polsk: Grodno, latin: Grodna eller Grodnae), er en by i Hviderusland ved floden Nemunas, tæt på grænsen af Polen (ca 20 km) og Litauen (ca 30 km). Byen har 362.895(2015) indbyggere. Hrodna er administrativt center i Hrodna voblast og Hrodna rajon (dansk: ~ distrikt).

## Geografi
Floden Nemunas løber gennem byen med bifloderne Haradnitjanka (hviderussisk: Гараднічанка) og Jurysdyka (hviderussisk: Юрысдыка) i det historiske centrum og i udkanten af byen floden Lasasjanka (hviderussisk: Ласасянка) med bifloden Zarnitsa (hviderussisk: Зарніца).

## Historie

### Den tidlige middelalder
Hrodna blev oprettet af ruriske fyrster som en lille fæstning og befæstet handelsforpost på grænsen til det baltiske stammeområde beboet af jotvingere. Byens navn stammer fra det gamle østslaviske udsagnsord gorodit, dvs. at omslutte eller at hegne.
Hrodna blev nævnt i Nestorkrøniken som Goroden i 1127. Byen der er placeret hvor en række handelsruter krydsede hinanden, daterer sig muligvis tilbage til det sene 900-tal og blev hovedstad i det dårligt dokumenterede, men selvstændige fyrstendømme, styret af Jaroslav den vises barnebarn og hans efterkommere fra rurikslægten.
Sammen med Navahrudak var Hrodna den vigtigste by i det vestligste Sorterusland, en grænseregion, der var nabo til storfyrstendømmet Litauen. Byen blev ofte angrebet af den Tyske Orden. Fra 1240-1250'erne blev Hrodnaområdet, som det meste af Sorterusland, kontrolleret af storfyrstendømmet Litauen under Mindaugas, der ønskede at gøre storfyrstendømmet til en baltisk-slavisk stat, der blandt andet omfattede Sorterusland. Under og efter det Nordiske korstog, hvor gammelpreusserne i 1261-1283 gjorde opstand mod den Tyske Orden, flygtede mange gammelpreussere til området. Den litauiske storfyrste Vytautas var fyrste af Hrodna fra 1376 til 1392, og opholdt sig der under forberedelserne til Slaget ved Grunwald. Efter 1413 blev Hrodna administrativt center for en powiat i Trakai voivodskab.

### Den polsk-litauiske realunion
For at styrke udviklingen af handel og håndværk tillod storfyrsten oprettelsen af det jødiske samfund i Hrodna i 1389. Hrodnas jødiske samfund var et de første, der blev oprettet i storfyrstendømmet. I 1441 fik byen fristadsrettigheder i overensstemmelse med Magdeburgretten.
Som et vigtigt centrum for handel og kultur forblev Hrodna et af de steder, hvor Sejmen afholdt sine samlinger, ligesom både det gamle og nye slot ofte blev benyttet af monarkerne i Den polsk-litauiske realunion, herunder den berømte Stefan Báthory, der oprettede residens her.

### I det Russiske Kejserrige
Efter polens første deling blev Hrodna i 1793 hovedstad i det kortlivede Hrodna voivodskab. Samme år afholdtes den sidste Sejm i den polsk-litauiske realunion historie i Hrodna. To år senere, i 1795, overtog det Russiske Kejserrige byen ved tredje deling af Polen. Den 25. november samme år underskrev Polens sidste konge og Litauens sidste storfyrste, Stanislav August Poniatovski, sin abdikation på Hrodnas nye slot. I det russiske imperium var byen sæde i Hrodna guvernement fra 1801. Industrialiseringen, som var indledt i slutningen af 1700-tallet af Antoni Tyzenhaus, fortsatte med at udvikles.

### 2. verdenskrig
Op til 2. verdenskrig og Holocaust havde Hrodna en betydelig jødisk befolkning. I henhold til en russisk folketælling fra 1897 udgjorde jøderne 22.700 ud af en samlet befolkning på 46.900 (omkring 48%).
Den 23. juni 1941 blev byen besat Nazi-tyske tropper, besættelsen varede indtil juli 1944. I løbet af 2. Verdenskrig blev de fleste af Hrodnas jøder udryddet i tyske koncentrationslejre. Som en del af det udvidede Østpreussen blev Hrodna omdøbt af tyskerne til Garten ("haven") i 1942.
Siden 1945 har byen været et centrum for en af provinserne af hviderussiske SSR, nu i den uafhængige Republikken Hviderusland.

## Sport
Byen er hjemsted for fodboldklubben FK Njoman Hrodna, der spiller i den bedste hviderussiske fodboldrække.